# Ludwik z Casorii
Ludwik z Casorii (ur. 11 marca 1814 w Casorii; zm. 30 marca 1885) – włoski święty Kościoła katolickiego.

## Życiorys
Był nauczycielem chemii, gdy w 1832 wstąpił do Zakonu Braci Mniejszych w Taurano, a w 1837 przyjął święcenia kapłańskie. W 1854 założył dom zwany La Palma, a w 1864 założył Akademię Religii i Nauki. W 1871 otworzył dom dla niewidomych i głuchoniemych dzieci. Zmarł w opinii świętości.
Został beatyfikowany 18 kwietnia 1993 przez papieża Jana Pawła II. 15 kwietnia 2014 papież Franciszek podpisał dekret o uznanie cudu za wstawiennictwem błogosławionego. Data kanonizacji została ogłoszona podczas konsystorza, który odbył się 12 czerwca 2014. Tego dnia podczas konsystorza papież ogłosił, że bł. Ludwik z Casorii wraz z 5 innymi błogosławionymi zostanie kanonizowany 23 listopada 2014. Wówczas, na placu świętego Piotra, papież Franciszek kanonizował jego i 5 innych błogosławionych.